# بلوش البنجاب
يشكل البلوش في ولاية البنجاب في باكستان نسبة كبيرة من سكان هذه الولاية بالإضافة إلى إجمالي السكان البلوش في العالم. يقدر عدد سكان البلوش الذين يعيشون في هذه الولاية بحوالي 21 مليون شخص. 
يتحدث بعض افراد الشعب البلوشي اللغة السرائيكية في الأجزاء الجنوبية من البنجاب المتاخمة لولاية بلوشستان.
وفيما يتعلق بتاريخ وجود البلوش في هذه الولاية، وفقًا لبحث البروفيسور أختر بلوش، أحد أساتذة جامعة كراتشي، خلال العصر الجليدي الصغير، تم إجبار عدد كبير من السكان البلوش على مغادرة بلوشستان إلى الأراضي الشرقية والشمالية الشرقية لهذه المنطقة، مثل البنجاب والسند.
يشير العصر الجليدي الصغير إلى فترة زمنية شهدت فيها أجزاء من العالم تغيرات مناخية واسعة النطاق واستمرت من القرن السادس عشر إلى القرن التاسع عشر أو حوالي القرن الرابع عشر إلى القرن التاسع عشر.

## هجرةالبلوش
على وجه التحديد، في حالة البلوش الذين هاجروا إلى السند، كان المناخ هو الأساس في اتخاذ القرار بالانتقال والهجرة، وفقًا للدكتور أختر بلوش، أستاذ بجامعة كراتشي. وتحدث عن هذه الحركة الفريدة للناس في ندوة حول الهجرة الداخلية والتحضر في السند نظمها معهد كراتشي للتكنولوجيا وريادة الأعمال يوم الأربعاء.
وأضاف أنه بعد مئات السنين من الهجرة الموسمية، حدثت الموجة الأولى من الاستيطان "الدائم" خارج بلوشستان في القرن الرابع عشر. وقال اختر بلوش: "كان شمال غرب بلوشستان بارداً جداً ولم يكن [صالحاً للسكن] في الشتاء". كان على الناس النزول إلى السهول في الجنوب. واستمرت هذه العملية لعدة مئات من السنين." وفي موجة الهجرة هذه، جاءت قبائل مثل الزرداريين للاستقرار في السند. "لم يغادروا بعد ذلك أبدًا."
استقر بعضهم في البنجاب واعتمدوا اللغة السرائيكية، واستقر آخرون في شمال السند واتجهوا إلى اللغة السندية.
وأضاف أن المهاجرين الذين استقروا في مناطق كاتشا في السند كانوا رعاة للأغنام، لكنهم انجذبوا بعد ذلك إلى الزراعة.
حدثت الموجة الثانية من الهجرة نتيجة لموجتي جفاف متتاليتين، الأولى في عام 1669 ثم موجة شديدة للغاية بعد مائة عام في 1769. أثرت على بلوشستان الساحلية من تشابهار إلى جاداني. يقول بلوش: "لقد مات الآلاف من الأشخاص، كان على الناس أن يهاجروا."
ونحن نرى هؤلاء البلوش اليوم في كراتشي ملير، جاداب، كاثور، موريبور، مواش ولياري ومختلف مناطق السند
وفي الجفاف الثاني الأكثر قسوة، حدثت الهجرة من أجل البقاء. يقول اختر بلوش، في إشارة إلى الساردارات والنخبة: "كان هذا الجفاف كبيراً حيث تم إلغاء العبودية في بلوشستان على يد السادة".
يقول بلوش: "لم يكن أسيادهم في وضع أفضل". أصبح الجفاف بمثابة تسوية كبيرة بين السيد والعبد لأن الجميع كانوا يتضورون جوعا. سمح للعبيد بالمغادرة. على الرغم من أن البلوش يسارعون إلى الإشارة إلى أن بعض العبيد رفضوا التخلي عن أسيادهم وهلكوا إلى جانبهم.
في هذه الموجة من الهجرة جاء البلوش من مكران إلى السند. وهؤلاء الأشخاص هم من البلوش من أصل أفريقي، حيث تم بيعهم في بلوشستان كعبيد من قبل التجار العرب.
"لقد استغرق تحول لغتهم من اللغة البلوشية إلى اللغة السندية بالتأكيد عدة قرون، لكنهم ما زالوا فخورين من الناحية العرقية بكونهم معروفين باسم البلوش.